# 2933 Amber
2933 Amber (1983 HN) là một tiểu hành tinh vành đai chính được phát hiện ngày 18 tháng 4 năm 1983 bởi Norman G. Thomas ở Anderson Mesa Observatory gần Flagstaff.